# Ignacy Budziłowicz
Ignacy Budziłowicz pseud. ppor. Katkow, Jan Piechowicz (ur. 18 sierpnia 1840 w Japołoci, rozstrzelany 9 września 1863 w Orszy) – porucznik, dowódca oddziału wojsk polskich w czasie powstania styczniowego.
Był szlachcicem z Wołynia, synem Marcina. Ukończył w 1859 roku Włodzimierski Korpus Kadetów w Kijowie. Został podporucznikiem w 1 Lejbgrenadierskim Jekaterynosławskim Pułku. Dowiedziawszy się, że jego pułk ma wyruszyć z Moskwy w celu tłumienia powstania, zdezerterował i 19 kwietnia 1863 roku ruszył do Królestwa. 4 maja stanął na czele 50-osobowego oddziału w powiecie orszańskim, pozostając pod rozkazami Ludwika Zwierzdowskiego. 8 maja 1863 roku jego oddział został zaatakowany i rozbity pod Pochościszczem. Został wzięty do niewoli, godnie zeznawał w czerwcu i lipcu, nie ujawniając danych Zwierzdowskiego. Został zaliczony do przestępców kategorii I i skazany na śmierć za „porzucenie służby, wstąpienie do powstania, utworzenie oddziału powstańczego, dowództwo nad nim, werbowanie do powstania ludzi pod groźbą karania śmiercią tego, kto nie pójdzie lub wystąpi z oddziału powstańczego, działanie przeciw wojsku i rabunek oręża z domu horodniczego Babinowickiego”. Został rozstrzelany na oczach kilkuset specjalnie sprowadzonych z różnych pułków do Orszy żołnierzy.